# سينثيا غودوين
سينثيا غودوين (بالإنجليزية: Cynthia Goodwin)‏ هي راكبة الكنو أمريكية، ولدت في 3 يونيو 1952.

## وصلات خارجية
- سينثيا غودوين على موقع أوليمبيديا (الإنجليزية)